# روث هينغ
روث هينغ (بالإنجليزية: Ruth Henig, Baroness Henig)‏ أكاديمية بريطانية في مجال التاريخ وسياسة في حزب العمال من مواليد 10 نوفمبر، 1943. منحت شهادة الدكتوراه في التاريخ من جامعة لانكستر سنة 1978
كانت هينغ ممثل لحزب العمال في مجلس مقاطعة لانكستر من السنوات 1981 إلى 2005، وبصفها رئيسة للمجلس من سنة 1999 إلى 2000 كما كانت رئيسة قسم شرطة لانكستر مابين 1995 و2005 كما كانت عضوة في المجلس الوطني للعدالة الجنائية في الفترة 2003 إلى 2005 . فشلت في انتخابات 1992 للبرلمان عن مقاطعة لانكستر بسبب تخفيض التمثيل للمقاطعة  وعينت في سنة 2006 كرئيسة لهيئة الأمن الصناعي.